# Lajosmizse
Lajosmizse é uma cidade da Hungria, situada no condado de Bács-Kiskun. Tem 164,66 km² de área e sua população em 2019 foi estimada em 11.334 habitantes.